# Medrano (La Rioja)
Pour les articles homonymes, voir Medrano.
Medrano est une commune de La Rioja (Espagne), située à quelque 17 km de Logroño. Sa population au 1er janvier 2007 était de 219 habitants dans une superficie de 7.46 km ². Le village est situé à 599 m d'altitude.

## Démographie
| 1900 | 1910 | 1920 | 1930 | 1940 | 1950 | 1960 | 1970 | 1981 |
| ---- | ---- | ---- | ---- | ---- | ---- | ---- | ---- | ---- |
| 373  | 383  | 368  | 363  | 410  | 446  | 417  | 391  | 291  |

| 1991 | 2001 | 2010 | - | - | - | - | - | - |
| ---- | ---- | ---- | - | - | - | - | - | - |
| 238  | 236  | 302  | - | - | - | - | - | - |

## Administration

### Conseil municipal
La ville de Medrano comptait 338 habitants aux élections municipales du 26 mai 2019. Son conseil municipal (en espagnol : Pleno del Ayuntamiento) se compose donc de 7 élus.
| Parti | Parti                                    | Voix | %       | Élus  |
| ----- | ---------------------------------------- | ---- | ------- | ----- |
|       | Parti populaire (PP)                     | 134  | 64,73 % | 5 / 7 |
|       | Parti socialiste ouvrier espagnol (PSOE) | 62   | 29,95 % | 2 / 7 |
|       | Partido Riojano (PR+)                    | 11   | 5,31 %  | 0 / 7 |

### Liste des maires
| Mandat    | Maire | Maire                         | Parti       |
| --------- | ----- | ----------------------------- | ----------- |
| 1979-1983 |       | Fernando González Sotés       | UCD         |
| 1983-1987 |       | Fernando González Soté        | Indépendant |
| 1987-1991 |       | José María Díez Velasco       | AP          |
| 1991-1995 |       | Miguel Ángel Álvarez Flaño    | PSOE        |
| 1995-1999 |       | Miguel Ángel Álvarez Flaño    | PSOE        |
| 1999-2003 |       | Alejandro Las Heras Quintín   | PP          |
| 2003-2007 |       | Alejandro Las Heras Quintín   | PP          |
| 2007-2011 |       | Alejandro Las Heras Quintín   | PP          |
| 2011-2015 |       | Jesús Manuel Pérez Montenegro | PP          |
| 2015-2019 |       | Jesús Manuel Pérez Montenegro | PP          |
| 2019-2023 |       | Jesús Manuel Pérez Montenegro | PP          |

## Culture et patrimoine

### Religieux
- L’église de la Nativité.